# Johann Philipp von Carrach
Johann Philipp Carrach, ab etwa 1760 von Carrach, (* 30. August 1730 in Halle an der Saale; † nach 1781 in Wien) war ein deutscher Rechtswissenschaftler und Reichspublizist.

## Leben
Carrach wurde als Sohn des Rechtswissenschaftlers Johann Tobias Carrach geboren. Mit nur 14 Jahren, am 15. März 1745, immatrikulierte er sich an der Universität Halle für die philosophischen Fächer sowie die Rechtswissenschaft. 1749 erhielt er dort den Magistertitel. 1750 wurde er mit der Dissertation Exercitatio inauguralis eaque iuris ecclesiastici de iure condendi capellas zum Doktor der Rechte promoviert. Etwa zwei Jahre später, 1752, erhielt er an der Universität in Halle eine Stellung als außerordentlicher Professor. 1757 folgte die Ernennung zum ysenburg-büdingischen Hofrat.
Carrach nahm 1758 einen Ruf als ordentlicher Professor der Rechte an die Universität Duisburg an. Allerdings konnte er wegen des Siebenjährigen Krieges zunächst nicht nach Duisburg übersiedeln. Er ging als Beamter nach Breslau. Dort wurde er Regierungsbeamter und er erhielt den Titel Geheimer Rat. Der preußische König Friedrich II. nobilitierte ihn in dieser Zeit. 1764 konnte er seinen Lehrstuhl in Duisburg antreten.
Carrach nahm 1768 einen Ruf als erster Professor der Rechte und Prokanzler der Universität Kiel an. Damit verbunden war die Verleihung des Titels eines großfürstlich holsteinischen Etatsrats. In Kiel blieb er nur kurz. 1769 erhielt er seine Entlassung. Er ging daraufhin nach Wien und trat zum katholischen Glauben über. Dort war er beim Hof-Buchdrucker Thomas von Trattner als Lektor und Schriftsteller tätig.

## Werke (Auswahl)
- Exercitatio inauguralis eaque iuris ecclesiastici de iure condendi capellas. Grunert, Halle an der Saale 1750.
- De interpretatione legum imperii fundamentalium inprimis monetalium secundum analogiam cum superioritate territoriali. Grunert, Halle an der Saale 1752.
- Tractatio juris publici saecularis de exemtionibus territorium Germaniae. Ulm 1752.
- Rechtliches Bedencken über drey Fragen aus dem Kirchen- und Geistlichen Staats-Rechte, die Emigrations-Auflage, dargegen vorzukehrende Mittel und das Abzugs-Geld Augsburgischer Confeßions-Verwandten, welche sich des H. Abendmahls enthalten, betreffend. Altona 1753.
- Kurzer doch Gründlicher Beweis, daß das Königreich Böhmen Sr. Königl. Majest. in Preussen zustehe. 1756.
- Theologisches und Rechtliches Bedencken die Rechtmäßige Anzeige und Wiederlegung derer Irrthümer der Catholischen Kirche […] betreffend. Grunert, Halle 1757.
- Reichs-Grund-Gesetz- und observanz-mäßiger Bericht von der Reichs-Acht. Curts, Halle 1758.
- Thesaurus Linguarum Latinae ac Germanicae Scholastico – Literarius Locupletissimus, Vindobona (=Wien) 1777.